# Pocahontas, Arkansas
Pocahontas là một thành phố thuộc quận Randolph, tiểu bang Arkansas, Hoa Kỳ. Năm 2010, dân số của thành phố này là 6608 người.

## Dân số
- Dân số năm 2000: 6518 người.
- Dân số năm 2010: 6608 người.